# Pillar (Band)
Pillar ist eine christliche Rockband, die 1998 in Kansas, USA gegründet wurde.

## Bandgeschichte
Anfangs hatten Pillar einen Crossover-ähnlichen Stil, welcher sich mit jedem neuen Album immer mehr zum Hard Rock änderte. Von ihrer zweiten CD Fireproof wurden über 300.000 Stück verkauft.
Das Album Where Do We Go from Here aus dem Jahr 2004 erreichte Platz 74 der amerikanischen Billboard-Charts. Im August 2006 kam die EP Nothing Comes for Free in limitierter Auflage von 10.000 Stück auf den Markt. 2008 hat Pillar ihr Album For the Love of the Game veröffentlicht. 2009 folgte die LP Confessions.
2006 wurde Pillar im CCM Magazine zur besten Nu-Metal-Band Amerikas gewählt.
Am 10. und 11. April 2010 spielte Pillar zwei Konzerte in Deutschland. Einmal auf dem Balinger Rockfestival sowie tags darauf in Emden in Ostfriesland. Im Oktober 2011 spielten sie zum zweiten Mal auf dem Festival Rock Without Limits in Balingen.

## Diskografie

### Studioalben
| Jahr | Titel                    | Höchstplatzierung, Gesamtwochen, AuszeichnungChartplatzierungen (Jahr, Titel, Platzierungen, Wochen, Auszeichnungen, Anmerkungen) | Höchstplatzierung, Gesamtwochen, AuszeichnungChartplatzierungen (Jahr, Titel, Platzierungen, Wochen, Auszeichnungen, Anmerkungen) | Anmerkungen                              |
| Jahr | Titel                    | US | Christ | Anmerkungen                              |
| ---- | ------------------------ | --- | --- | ---------------------------------------- |
| 2000 | Original Superman        | — | — | Erstveröffentlichung: 17. März 2000      |
| 2000 | Metamorphosis            | — | — | Erstveröffentlichung: 25. März 2000      |
| 2001 | Above                    | — | — | Erstveröffentlichung: 19. Juni 2001      |
| 2002 | Fireproof                | US139 (2 Wo.)US | Christ6 (31 Wo.)Christ | Erstveröffentlichung: 21. Mai 2002       |
| 2004 | Where Do We Go from Here | US74 (7 Wo.)US | Christ3 (44 Wo.)Christ | Erstveröffentlichung: 15. Juni 2004      |
| 2006 | The Reckoning            | US70 (3 Wo.)US | Christ6 (21 Wo.)Christ | Erstveröffentlichung: 3. Oktober 2006    |
| 2008 | For the Love of the Game | US71 (4 Wo.)US | Christ3 (28 Wo.)Christ | Erstveröffentlichung: 26. Februar 2008   |
| 2009 | Confessions              | US89 (2 Wo.)US | Christ4 (19 Wo.)Christ | Erstveröffentlichung: 22. September 2009 |
| 2015 | One Love Revolution      | — | Christ8 (1 Wo.)Christ | Erstveröffentlichung: 18. August 2015    |

### Extended Plays
- 2003: Broken Down: The EP
- 2006: Nothing Comes for Free
- 2007: Live at Blue Cats EP

### Singles
| Jahr | Titel Album                           | Höchstplatzierung, Gesamtwochen, AuszeichnungChartsChartplatzierungen (Jahr, Titel, Album, Platzierungen, Wochen, Auszeichnungen, Anmerkungen) | Anmerkungen |
| Jahr | Titel Album                           | Christ | Anmerkungen |
| ---- | ------------------------------------- | --- | ----------- |
| 2006 | Wherever the Wind Blows The Reckoning | Christ21 (7 Wo.)Christ |             |
| 2008 | Smiling Down For the Love of the Game | Christ27 (6 Wo.)Christ |             |

Weitere Singles
- 2000: Open Your Eyes
- 2000: Original Superman
- 2000: Live for Him
- 2002: Fireproof
- 2002: Indivisible
- 2002: A Shame
- 2002: Echelon
- 2003: Further from Myself (Live Acoustic)
- 2004: Bring Me Down
- 2004: Simply
- 2004: Frontline (US: Gold)
- 2004: Hypnotized
- 2006: Everything
- 2006: When Tomorrow Comes
- 2008: For the Love of the Game
- 2008: Turn It Up
- 2008: Reckless Youth
- 2008: State of Emergency
- 2009: Fire On the Inside
- 2009: Secrets and Regrets
- 2009: Whatever It Takes
- 2009: Shine
- 2012: God Rest Ye Merry Gentlemen